# 美山町立北武芸小学校椿分校
美山町立北武芸小学校椿分校（みやまちょうりつ きたむげしょうがっこう　つばきぶんこう）は、かつて岐阜県山県郡美山町（現・山県市）に存在した公立小学校の分校。

## 概要
- 美山町立北武芸小学校の分校であり、山県郡美山町椿（旧・山県郡北武芸村椿）が校区であった。
- 椿地区は過疎化が進行していたこともあり、1969年に岐阜県が策定した岐阜県集落再編成事業推進要綱により行政指導による集団移住が決まり、1971年に全住民が離村。同時に廃校となった。
- 2018年現在、跡地には椿分校跡を示す石碑がある。

## 沿革
椿村には嘉永3年（1851年）には寺小屋による教育が行われていた。
- 1873年（明治6年） - 武儀郡椿村に益進義校椿支校として開校。鸚笑義校とも称した。
- 1883年（明治16年）1月6日 - 椿学校として独立する。
- 1886年（明治19年） - 椿簡易小学校に改称する。
- 1892年（明治25年） - 椿尋常小学校に改称する。
- 1897年（明治30年） -
  - 笹賀村、田栗村、椿村、徳永村、佐野村が合併し、北武芸村が発足。
  - 笹賀尋常小学校に統合され、笹賀尋常小学校椿分教場を設置。
- 1919年（大正7年）4月 - 北武芸尋常小学校椿分教場に改称する。
- 1922年（大正11年） - 校舎を新築する。
- 1941年（昭和16年）4月1日 - 北武芸国民学校分教場に改称する。
- 1947年（昭和22年）4月1日 - 北武芸村立北武芸小学校椿分校に改称する。
- 1950年（昭和25年）4月1日 - 北武芸村が武儀郡から山県郡に移る。
- 1955年（昭和30年）4月1日 - 山県郡谷合村、富波村、葛原村、北山村、北武芸村、西武芸村および武儀郡乾村と合併し美山村が発足。同時に美山村立北武芸小学校椿分校に改称する。
- 1961年（昭和36年）2月 - 校舎を改築する。
- 1964年（昭和39年）4月1日 - 美山村が町制施行し美山町となる。同時に美山町立北武芸小学校椿分校に改称する。
- 1969年（昭和44年） - 椿地区が岐阜県集落再編成事業推進要綱により、行政指導による集団移住の対象となる。
- 1971年（昭和46年）12月 - 椿地区が集団移転で廃村。これにともない椿分校を廃止。